# Verkehrsbehinderung

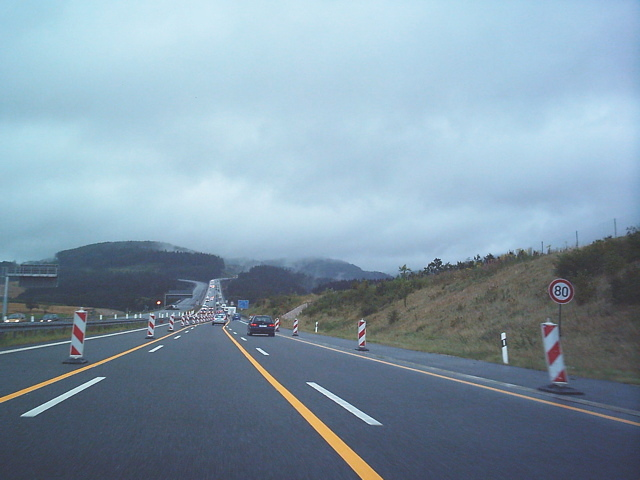
Behinderungen wegen Straßenarbeiten (Baustellenbereich A9, Deutschland): Verengung der Fahrspuren durch Sperrlinien, Absicherung des Baustellenbereichs durch Warnbaken, Geschwindigkeitsbeschränkung

Eine Verkehrsbehinderung ist das Hindern oder die Beeinträchtigung eines Verkehrsteilnehmers am Fortkommen. 

## Straßenverkehr
Verkehrsbehinderungen stellen immer ein Unfallrisiko dar, weil sie den regulären Verkehrsfluss verändern. Umstände wie Straßenbau, Straßensanierung und -unterhaltung, Verkehrsunfälle und Fahrzeugpannen, Veranstaltungen oder Versammlungen, Ladetätigkeit oder Sondertransporte, sowie Stauereignisse, Witterungsunbilden und Katastrophenfälle können zu einer Verkehrsbehinderung führen. Dann hat der Verkehrsteilnehmer oder der Verantwortungsträger (Straßenverwaltung, Straßenmeisterei, sowie allgemein der Verursacher) dafür zu sorgen, dass sich aus der Behinderung keine Gefährdung für andere Straßenbenutzer ergibt. Dazu gehören:
- die Absicherung der Gefahrenstelle, an der die Behinderung auftritt (durch Inbetriebnahme der Warnblinkanlage, Pannendreieck, Warnleuchte, Aufstellen von Pylonen und Baken, Vorwarneinrichtungen, Straßenabsperrungen und -sperre und Ähnliches)
- die Regelung des Verkehrs durch bestellte Organe (Polizei, Militärpolizei, Transportbegleitung, Ordnungsdienst usw.)
- sowie unbedingt das baldestmögliche Entfernen der Verkehrsbehinderungsquelle (Wegschieben oder Abschleppen eines betriebsunfähigen Fahrzeugs, Freimachen des Verkehrswegs bei Veranstaltungsende, zügige Abwicklung einer Lade- oder Bautätigkeit usw.)

Daneben stehen aber fahrlässige und vorsätzliche Verkehrsbehinderungen, die ein unzulässiges Verhalten im Sinne der nationalen Straßenverkehrsordnungen darstellen. Sie sind buß- oder straffähig, insbesondere bei grober Fahrlässigkeit oder Mutwillen. Dann obliegen die obengenannten Maßnahmen letztendlich der Polizei, so können etwa Verkehrsbehinderungen durch Fahrzeuge eine unverzügliche Abschleppung des Fahrzeuges zur Folge haben, oder Veranstaltungen sofort unterbrochen oder beendet werden.
Beispiele für ordnungswidrige Verkehrsbehinderungen: 
- Sichtbeeinträchtigung des fließenden Verkehrs durch einen vor einer Einmündung parkenden LKW
- Ein Fahrradfahrer fährt durch die Fußgängerzone
- Jugendliche betätigen aus Jux die Bedarfsampel für Fußgänger
- Ein Automobil blockiert zwei Fahrstreifen, weil der Fahrzeugführer auf dem Fahrstreifen der Gegenrichtung abbiegen will.

Im weiteren Sinne sind auch Hindernisse wie beispielsweise verlorenes Ladegut, verlorene Fahrzeugteile, aus Boshaftigkeit auf die Straße verbrachte Teile eine Behinderung – oder gar Gefährdung – des Verkehrs.

### Rechtslage in Deutschland
Im deutschen Straßenverkehr stellt eine Verkehrsbehinderung zumeist eine Verkehrsordnungswidrigkeit gem. § 1 StVO dar.
Einordnung und Steigerungen: Das deutsche Verkehrsrecht unterscheidet zwischen 
- einer mehr als unvermeidbaren Belästigung
- einer Behinderung
- einer Gefährdung
- einer Schädigung (Verkehrsunfall, Herbeiführen eines Unglücksfalles, Gefährlicher Eingriff in den Straßenverkehr usw.)

anderer Verkehrsteilnehmer. Tateinheitlich hierzu können Verkehrsbehinderungen unter Umständen auch eine Verkehrsstraftat darstellen.

## Schiffsverkehr
Im Schiffsverkehr wird bei der Verkehrsbehinderung auch von der Beeinträchtigung der Leichtigkeit des Verkehrs gesprochen. Dabei können sich manövrierunfähige oder manövrierbehinderte Wasserfahrzeuge in einem Gewässer befinden, in dem ein Schiffsverkehr stattfindet (z. B. Verkehrstrennungsgebiete).